# Soranzo
I Soranzo sono una famiglia del patriziato veneziano, una delle ventiquattro che rivendicavano origini tribunizie.

## Storia
La loro origine si fa risalire alla Gens Superanzia di Roma, che si trasferì da Altino a Burano nel 456. Entrò nel Maggior Consiglio nel 747 e raggiunse il soglio ducale con Giovanni Soranzo (XIV secolo).
Finanziarono la costruzione della Chiesa di San Samuele e della facciata della Chiesa di Santa Giustina.
Questa famiglia si distinse nelle guerre contro i Turchi, in particolare con Benedetto Soranzo, che durante la battaglia di Lepanto del 1571 ebbe il comando della galera Cristo Risuscitato, posizionata nel corno (l'ala destra) sotto il comando di Andrea Doria. Durante la battaglia l'equipaggio era stato completamente sterminato dagli Ottomani, mentre lui fu ferito gravemente da tre colpi d'ascia. Decise, quindi, l'estremo sacrificio e diede alle fiamme la sua galera, facendola esplodere, e con lei gli occupanti.
I Soranzo di San Trovaso erano imparentati con i Correr di San Marcuola. Il ramo si estinse nel 1771 nel monaco cassinense Gregorio, nato Giulio.
I Soranzo di San Gregorio avevano molti edifici presso la fondamenta omonima e li conservarono fino alla caduta della Repubblica di Venezia. Qui già nel 1292 il Codice del Piovego diceva esserci una Fornace. Più tardi in questa fondamenta vennero costruite varie altre fornaci.
Il motto della famiglia è Aut capio, aut quiesco ("o conquisto, o riposo").

## Doge
- Giovanni Soranzo (Venezia, 1245 ca. – Venezia, 1328), politico, diplomatico e ammiraglio, doge dal 1312 alla morte.

## Membri illustri
- Vittore Soranzo (Venezia, 26 luglio 1500 – 13 maggio 1558) fu vescovo.
- Jacopo Soranzo, procuratore, ritratto da Tintoretto nel 1550.
- Giovanni Soranzo, provveditore veneto a Rovereto durante gli anni della dominazione della Serenissima.[2]
- Girolamo Soranzo, podestà di Padova, (1664), promosse interventi repressivi nei confronti delle piccole comunità ebraiche di Este e Montagnana
- [3]Giuseppe Soranzo (... – ...; fl. XIX secolo) è stato uno scultore italiano, attivo a Venezia nella seconda metà del XIX secolo.

## Palazzi
- Palazzo Soranzo Van Axel
- Palazzo Soranzo
- Palazzo Soranzo Cappello
- Palazzo Soranzo Pisani
- Palazzo Soranzo Piovene
- Palazzo Soranzo Cappello Malipiero di San Samuele sul Canal Grande
- Palazzo Soranzo dell'Angelo